# 圣马尔拉雅耶
圣马尔拉雅耶（法語：Saint-Mars-la-Jaille，法語發音：[sɛ̃ maʁ la ʒaj]）是法国大西洋卢瓦尔省的一个旧市镇，位于该省东部偏北，属于沙托布里扬-昂斯尼区。2018年，圣马尔拉雅耶与临近的5个市镇合并为新市镇瓦隆德莱德尔（Vallons de l'Erdre），圣马尔拉雅耶为新市镇行政中心。

## 地理
圣马尔拉雅耶（47°31'31"N, 1°11'5"W）面积20.06 平方千米，位于法国卢瓦尔河地区大区大西洋卢瓦尔省，该省份为法国西北部沿海省份，位于布列塔尼半岛东南部，北起伊勒-维莱讷省，西北接莫尔比昂省，西临大西洋，南至旺代省，东临曼恩-卢瓦尔省。
与圣马尔拉雅耶接壤的市镇（或旧市镇、城区）包括：弗雷涅、博讷夫尔、莫米松、圣叙尔皮斯德朗德。

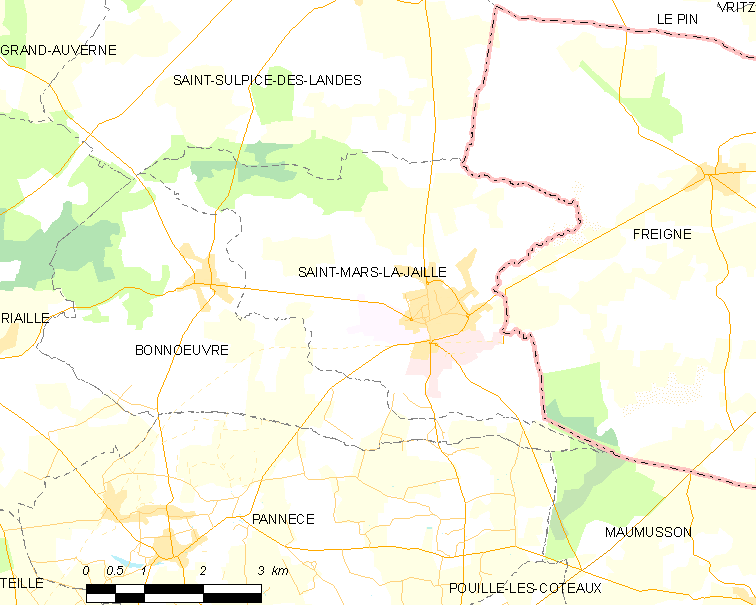
圣马尔拉雅耶的OSM定位图

圣马尔拉雅耶的时区为UTC+01:00、UTC+02:00（夏令时）。

## 行政
圣马尔拉雅耶的邮政编码为44540，INSEE市镇编码为44180。

## 政治
圣马尔拉雅耶所属的省级选区为昂斯尼-圣热雷翁县。

## 人口

1962-2008年间圣马尔拉雅耶人口变化图示

圣马尔拉雅耶于2018年1月1日时的人口数量为2399人。